# My Deer Friend Nokotan
My Deer Friend Nokotan (jap. しかのこのこのここしたんたん Shikanoko Nokonoko Koshitantan) – manga autorstwa Oshioshio, publikowana na łamach magazynu „Shōnen Magazine Edge” wydawnictwa Kōdansha od listopada 2019. Po zaprzestaniu publikacji magazynu w październiku 2023, seria została przeniesiona do serwisu „Magazine Pocket”, gdzie ukazuje się od grudnia tego samego roku.
Na podstawie mangi Wit Studio wyprodukowało serial anime, który emitowano od lipca do września 2024.

## Fabuła
Torako Koshi jest licealistką, która ma reputację wzorowej uczennicy, ale w rzeczywistości musi ukrywać fakt, że jest byłą przestępczynią. Pewnego dnia w drodze do szkoły Torako ratuje Noko Shikanoko, dziewczynę z rogami na głowie, przed zaplątaniem się w przewód elektryczny, jednak z jakiegoś powodu Noko odkrywa jej przeszłość. Torako natychmiast opuszcza miejsce zdarzenia i przychodzi do szkoły, gdzie ponownie spotyka Noko, która okazuje się być nową uczennicą przeniesioną do klasy Torako.

## Bohaterowie
- Torako Koshi (jap. 虎視 虎子 Koshi Torako) / Koshitan (jap. こしたん)

Seiyū: Saki Fujita 
Główna bohaterka i przewodnicząca samorządu uczniowskiego, która za czasów gimnazjum popełniała przestępstwa. Torako stara się budować wizerunek godnej, honorowej uczennicy, godnej piastowanego przez siebie stanowiska. Później zostaje przewodniczącą szkolnego Klubu Jelenia, założonego przez Noko, gdzie po szkole spotyka się ze swoimi przyjaciółkami. Wybryki Noko w większości przypadków poważnie ją irytują, niemal doprowadzając do szaleństwa.
- Noko Shikanoko (jap. 鹿乃子 のこ Shikanoko Noko) / Nokotan (jap. のこたん)

Seiyū: Megumi Han 
Tytułowa postać serii. Hybryda dziewczyny i jelenia oraz nowa uczennica, która zakłada szkolny Klub Jelenia. Posiada niezwykłe zdolności, a także zdaje się wpływać na innych wokół niej (z wyjątkiem Torako), gdyż nie wydają się być oni zaniepokojeni jej wybrykami. Uwielbia jelenie krakersy.
- Anko Koshi (jap. 虎視 餡子 Koshi Anko)

Seiyū: Rui Tanabe 
Młodsza siostra Torako, która ma na jej punkcie obsesję. Torako często boi się Anko, ale zmusza się do udawania, że nie ma to na nią wpływu.
- Meme Bashame (jap. 馬車芽 めめ Bashame Meme)

Seiyū: Fūka Izumi 
Pierwszoklasistka, która twierdzi, że chce zostać jeleniem po tym, jak dostała od Noko jelenie krakersy przed ceremonią rozpoczęcia roku szkolnego. Bardzo lubi jeść ryż.
- Neko Nekoyamada (jap. 猫山田根子 Nekoyamada Neko)

Seiyū: Yurika Kubo 
Wiceprzewodnicząca samorządu uczniowskiego. Postrzega Torako jako swoją największą rywalkę i próbuje zlikwidować Klub Jelenia, a także pozbawić Torako stanowiska przewodniczącej.
- Kinu Tanukikōji (jap. 狸小路絹 Tanukikōji Kinu)

Seiyū: Rio Tsuchiya 
Sekretarka samorządu uczniowskiego, która ma tendencję do nadmiernego myślenia i przesadnego reagowania na problemy, które jej dotyczą.
- Chiharu Tsubameya (jap. 燕谷千春 Tsubameya Chiharu)

Seiyū: Chinatsu Akasaki 
Skarbniczka samorządu uczniowskiego, która wydaje się cicha i powściągliwa, ale potajemnie jest wielką fanką Noko.

## Manga
Pierwszy rozdział mangi ukazał się 15 listopada 2019 w czasopiśmie „Shōnen Magazine Edge” wydawnictwa Kōdansha. Po opublikowaniu ostatniego numeru magazynu, wydanego 17 października 2023, seria została przeniesiona do serwisu „Magazine Pocket”, gdzie ukazuje się od 20 grudnia tego samego roku. Pierwszy tom tankōbon został wydany 17 lipca 2020, według zaś stanu na 7 marca 2025, do tej pory opublikowano 7 tomów.
W Ameryce Północnej seria została zlicencjonowana przez wydawnictwo Seven Seas Entertainment.
| Nr | Data wydania (język japoński) | ISBN (język japoński)  |
| -- | ----------------------------- | ---------------------- |
| 1  | 17 lipca 2020                 | ISBN 978-4-06-520245-6 |
| 2  | 17 lutego 2021                | ISBN 978-4-06-522330-7 |
| 3  | 17 lutego 2022                | ISBN 978-4-06-526851-3 |
| 4  | 16 lutego 2023                | ISBN 978-4-06-530787-8 |
| 5  | 9 maja 2024                   | ISBN 978-4-06-535574-9 |
| 6  | 9 lipca 2024                  | ISBN 978-4-06-536165-8 |
| 7  | 7 marca 2025                  | ISBN 978-4-06-538743-6 |

## Anime
Adaptacja w postaci telewizyjnego serialu anime została zapowiedziana 13 marca 2024. Za produkcję serii odpowiada Wit Studio, a za reżyserię Masahiko Ōta. Scenariusz napisał Takashi Aoshima, postacie zaprojektował Ayumu Tsujimura, a muzykę skomponował Yasuhiro Misawa. Anime było emitowane od 7 lipca do 22 września 2024 w stacjach Tokyo MX i BS NTV. Motywem otwierającym jest „Shikairo Days” w wykonaniu Megumi Han, Saki Fujity, Rui Tanabe i Fūki Izumi, natomiast końcowym „Shika-senbei no uta” autorstwa Han i Fujity. Prawa do streamingu anime nabył Crunchyroll.